# 西崎文平
西崎 文平（にしざき ふみひら）は、日本の内閣府官僚。内閣府大臣官房審議官や、内閣府政策統括官、日本総合研究所理事、経済社会総合研究所長等を歴任した。

## 人物・来歴
東京都出身。1982年 東京大学経済学部卒業、経済企画庁入庁。1988年マサチューセッツ工科大学大学院経済学修士課程修了。総合研究開発機構研究開発部長や、内閣府大臣官房国際課長等を務めたのち、内閣府政策統括官（経済財政分析担当）付参事官（総括担当）として経済白書を担当し、内閣府大臣官房審議官（経済財政分析担当）を経て、内閣府政策統括官（経済財政分析担当）を務めた。2014年日本総合研究所理事。2016年内閣府政策統括官（共生社会政策担当）兼子ども・子育て本部統括官。2017年から内閣府経済社会総合研究所長を務め、消費低迷の調査などを進めた。2019年 退官。2020年立正大学経済学部特任教授。2021年立正大学データサイエンス学部データサイエンス学科教授。

## 著書
- 『財政投融資改革への提言』（共著）大蔵省印刷局 1997年